# BBC World Service

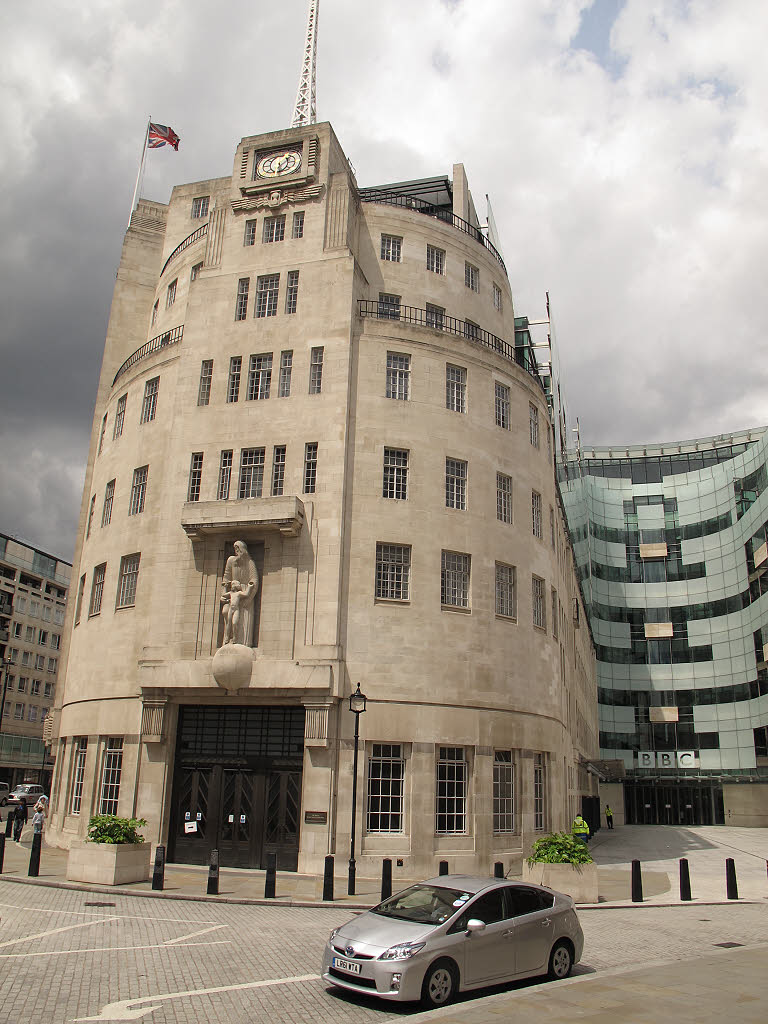
De BBC World Service is sinds 2012 gevestigd in het Broadcasting House te Londen.

De BBC World Service is de wereldomroep van de Britse publieke omroep BBC. Het is de grootste radiozender ter wereld met ruim 180 miljoen luisteraars. De programma's worden uitgezonden in 27 talen. De Engelstalige dienst zendt 24 uur per dag uit. Het bekendste Engelstalige programma is Outlook dat loopt sinds 1966 met nieuws in de vorm van persoonlijke verhalen. De dienst wordt gezien als een van de betrouwbaarste ter wereld en bezit het grootste wereldwijde netwerk van journalisten. Sinds 1990 is er fors bezuinigd op de middelen van de zender.

## Geschiedenis
De eerste op het buitenland gerichte kortegolfuitzendingen van de BBC begonnen in 1925. Vanaf 1932 gebeurde dit onder de naam BBC Empire Service. Sinds het einde van de jaren 1930 werden ook programma's in andere talen verzorgd. Zo speelden de Duitstalige programma's een bijzondere rol in de Tweede Wereldoorlog als buitenlandse bron van informatie voor de Duitse bevolking. De BBC World Service werkt sinds 1940 vanuit Bush House in Londen. Van 1940 tot 1957 verzorgde de World Service ook uitzendingen in het Nederlands als BBC Dutch Service. Een van de medewerkers was het latere Kamerlid Theo Joekes.
Op 27 maart 2011 stopte de middengolfzender op 648 kHz wegens bezuinigingen. Pogingen van luisteraars in Europa om de zender door een alternatieve financieringswijze in de lucht te houden mislukten. Daarmee is de BBC World Service alleen nog via de kabel, korte golf of computer te beluisteren en niet meer via de autoradio.

## Doel en bereik
De World Service omschrijft haar doel zelf als "de bekendste en meest gerespecteerde stem te zijn in internationale uitzendingen, en daarmee Groot-Brittannië tot nut te zijn" (To be the world's best-known and most-respected voice in international broadcasting, thereby bringing benefit to Britain). De dienst beschikt hiertoe over een uitgebreid zenderpark op de korte golf en de middengolf waarmee vrijwel de gehele aarde wordt bestreken. Daarnaast nemen veel plaatselijke zenders materiaal van de World Service over. Men probeert onafhankelijk en neutraal te zijn in de berichtgeving, hoewel de zender in sommige zaken ook duidelijk het Britse standpunt uitdraagt. Dit laatste is door de voormalige Britse premier Margaret Thatcher wel als rechtvaardiging gebruikt voor het besteden van belastinggeld aan de World Service. In sommige landen is de BBC World Service een van de algemeen toegankelijke informatiebronnen die niet door de plaatselijke overheid gecontroleerd of gemanipuleerd worden.

## Ontwikkeling
In de jaren 1990 werd het Britse element nadrukkelijk op de achtergrond geschoven. Drie van de bekendste verschijnselen daarvan verdwenen:
- Big Ben: het ieder uur uitzenden van de herkenningsmelodie en de klokslagen van de Big Ben
- tune: ieder uur Lillyburlero afspelen, een herkenbare melodie; aanvankelijk gespeeld door een orkest, daarna door een blaasband
- 'news from Britain': het opheffen van de rubriek 'News from Britain' die op het wereldnieuws volgde.

Verder verdwenen nog een groot aantal andere rubrieken, onderwerpen en uitzendingen met een duidelijk Britse of culturele signatuur: cricketwedstrijden werden niet meer slag voor slag ('blow by blow') uitgezonden. Er waren geen Anglicaanse Britse kerkdiensten meer (vanuit St Martin-in-the-Fields midden in Londen) en de rubriek met Britse uitvindingen verdween ook, evenals het uiterst populaire spelprogramma Just a Minute, waarin vier bekende heren met enig komisch talent moesten proberen een minuut lang het woord te voeren over een volkomen willekeurig onderwerp. Ook het zondagse hoorspel en programma's over klassieke muziek (beroemd door de kenner Edward Greenfield) verdwenen.

### Nadruk op nieuws
De nadruk kwam toen op de nieuwsberichten te liggen, waarbij er ieder half uur nieuwsuitzendingen werden geprogrammeerd. Door deze indeling werd het onmogelijk om programma's van langer dan 25 minuten uit te zenden. Toen op 30 maart 2004 de bekendste stem en commentator van de World Service stierf, de 95-jarige Alistair Cooke, die tot twee weken voor zijn dood zijn commentaren bleef geven onder de titel A Letter from America, was er weinig meer over van de oude Britse World Service. In november 2004 stierf ook dj John Peel, die eveneens een enorme aanhang bezat via de BBC WS. Het jaar 2004 bleek zodoende een keerpunt voor de BBC WS.
De World Service zag het aanvankelijk als zijn taak programma's voor iedereen te bieden, vanuit een Britse achtergrond en met een sterk Britse element. Dat sloeg vooral na de Tweede Wereldoorlog aan, en de zender werd wereldwijd de meest beluisterde radiozender ooit - er bestond geen vergelijkbare opponent. De komst van de televisie veranderde dat geleidelijk. Als enige concurrenten (met enigszins vergelijkbare middelen) konden gelden:
- de Voice of America, een Amerikaanse regeringspropagandazender, die echter weinig cultuur programmeerde
- Radio Moskou, een Sovjet-propagandazender, die wel trachtte het voorbeeld van de BBC World Service te volgen door eveneens veel aandacht aan cultuur te schenken; bij zowel de VOA als Radio Moskou ontbraken sportuitzendingen.